# Мірагоан
Мірагоан (фр. Miragoâne, гаїт. креол. Miragwàn) — портове місто на південному заході Гаїті, адміністративний центр департаменту Ніп.

## Географія
Абсолютна висота - 0 метрів над рівнем моря.  За кілометр на південь від міста знаходиться озеро Мірагоан - найбільше в Гаїті прісноводне озеро.

### Клімат
Місто знаходиться у зоні, котра характеризується кліматом тропічних саван. Найтепліший місяць — серпень із середньою температурою 26.9 °C (80.4 °F). Найхолодніший місяць — січень, із середньою температурою 23.3 °С (73.9 °F).
| Клімат Мірагоана        | Клімат Мірагоана | Клімат Мірагоана | Клімат Мірагоана | Клімат Мірагоана | Клімат Мірагоана | Клімат Мірагоана | Клімат Мірагоана | Клімат Мірагоана | Клімат Мірагоана | Клімат Мірагоана | Клімат Мірагоана | Клімат Мірагоана | Клімат Мірагоана |
| Показник                | Січ.             | Лют.             | Бер.             | Квіт.            | Трав.            | Черв.            | Лип.             | Серп.            | Вер.             | Жовт.            | Лист.            | Груд.            | Рік              |
| Середня температура, °C | 23,3             | 23,6             | 24,3             | 25,1             | 25,8             | 26,7             | 26,8             | 26,9             | 26,7             | 26,3             | 25,1             | 23,9             | 25,4             |
| Норма опадів, мм        | 38.5             | 40.1             | 63               | 121              | 194.1            | 135.4            | 146.6            | 181.5            | 170.8            | 179.5            | 76.8             | 31.9             | 1379.2           |
| Днів з опадами          | 9                | 7,3              | 7,5              | 8                | 10,9             | 10,5             | 12,6             | 12,6             | 13,8             | 15,4             | 11,2             | 9,7              | 128,5            |
| Вологість повітря, %    | 69.5             | 69.1             | 69.3             | 71.4             | 75.6             | 72.9             | 67.5             | 71.5             | 75.4             | 76.8             | 75.4             | 70.9             | 72.1             |
| ----------------------- | ---------------- | ---------------- | ---------------- | ---------------- | ---------------- | ---------------- | ---------------- | ---------------- | ---------------- | ---------------- | ---------------- | ---------------- | ---------------- |
| Джерело: Weatherbase    |                  |                  |                  |                  |                  |                  |                  |                  |                  |                  |                  |                  |                  |

## Населення
За даними на 2013 рік чисельність населення складає 5586 чоловік .
 Динаміка чисельності населення міста за роками: 
| 1982 | 2013 |
| ---- | ---- |
| 4327 | 5586 |